# Plac ks. Jana Skarbka w Oświęcimiu
Plac ks. Jana Skarbka w Oświęcimiu (poprzednie nazwy: plac Kościelny, przemianowany w roku 1992 na plac ks. Jana Skarbka) – plac na Starym mieście w Oświęcimiu.

## Ulice
Plac zlokalizowany jest przy ulicy Kościelnej (źródło wcześniejszej nazwy placu). Do placu dochodzi również ulica Berka Joselewicza (wcześniej ul. Żydowska).

## Układ i budynki
Plac przylega jednym bokiem do ulicy Kościelnej i jest otoczony zabudową miejską, na którą składają się przedwojenna synagoga, przylegający do niej przedwojenny dom Kornreichów i Dattnerów, dom Klugerów oraz powojenne budynki po obydwu stronach placu. Pośrodku placu znajduje się zabezpieczona i odrestaurowana historyczna studnia miejska, odsłonięta w trakcie prac remontowych w 2009 roku.

### Synagoga Chewra Lomdej Misznajot

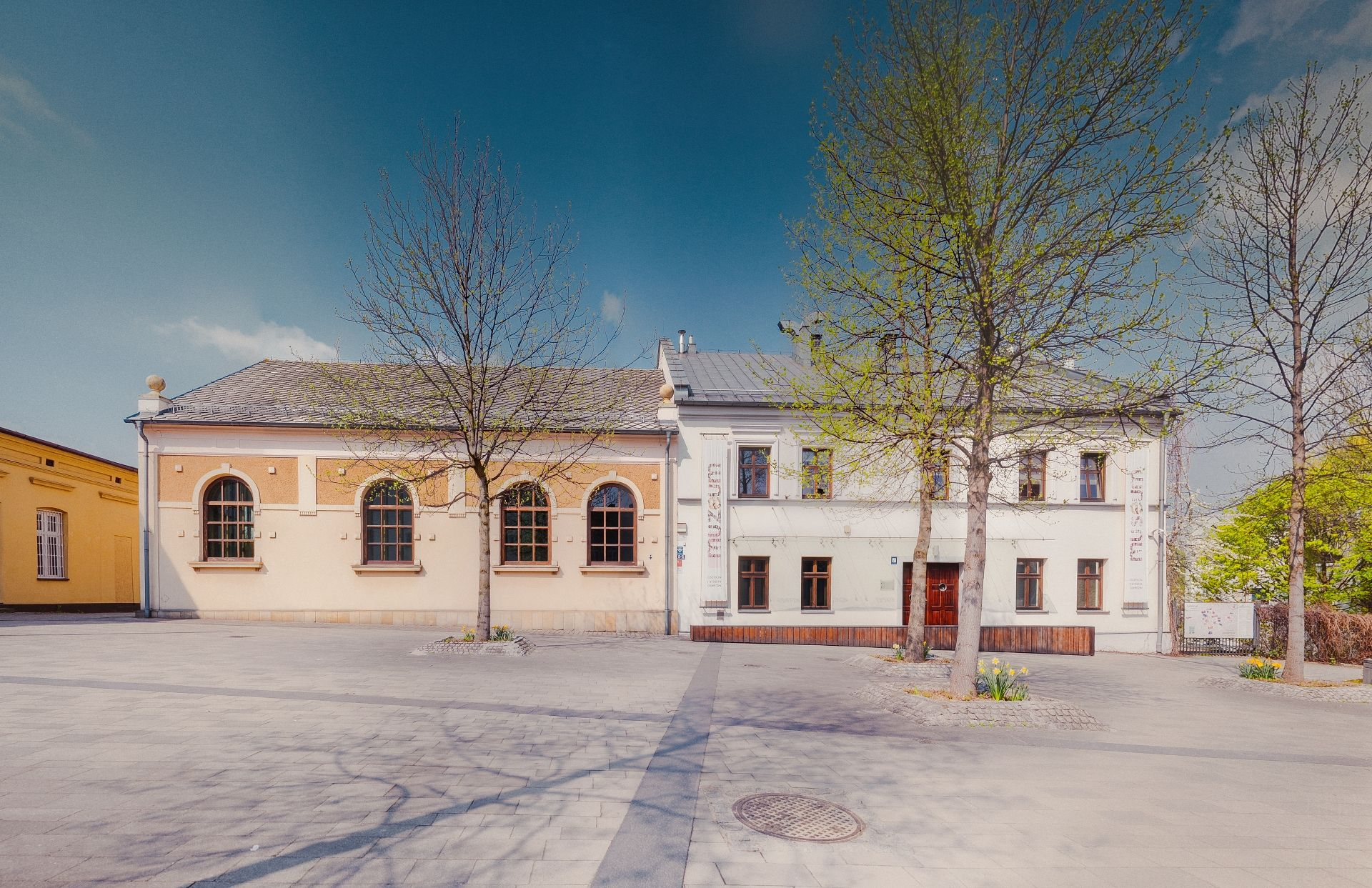
Synagoga Chewra Lomdej Misznajot oraz dom Kornreichów i Dattnerów

W latach 1928–1930 wybudowany został budynek Synagogi Chewra Lomdej Misznajot – obecnie jedynej ocalałej synagogi na terenie Oświęcimia. Synagoga funkcjonowała do czasu wkroczenia wojsk niemieckich do Oświęcimia w 1939 roku. Podczas II wojny światowej, okupanci zdewastowali wnętrze synagogi i urządzili w niej magazyn amunicji. Po wkroczeniu do Oświęcimia wojsk sowieckich synagoga powróciła do swojej oryginalnej funkcji i służyła małej społeczności żydowskiej. Do 1955 roku prawie wszyscy Żydzi wyjechali z miasta. W 1977 roku budynek synagogi został przejęty przez Skarb Państwa. W 1998 roku synagoga została zwrócona Gminie Wyznaniowej Żydowskiej w Bielsku-Białej i następnie w czerwcu 1998 roku przekazana fundacji Auschwitz Jewish Center Foundation. W latach 1999–2000 przeprowadzono remont synagogi. Dzięki niemu bożnica odzyskała swój dawny wygląd.

### Dom Kornreichów i Dattnerów
Dom Kornreichów i Dattnerów przylega do budynku synagogi. Przed II wojną światową w tym budynku mieszkały cztery rodziny, m.in.żydowska rodzina Kornreichów oraz Dattnerów. Od 2000 roku budynek ten, wraz z sąsiadującym budynkiem synagogi oraz domem rodziny Klugerów, jest siedzibą Centrum Żydowskiego w Oświęcimiu. W budynku Kornreichów prezentowana jest wystawa stała. 

### Dom Klugerów
Budynek znajdujący się obecnie na tyłach Synagogi Chewra Lomdej Misznajot powstał przypuszczalnie na przełomie XIX i XX wieku. W roku 1928 stał się własnością Bera Teichmana i jego córki, Frydy z Teichmanów Klugerowej. Podczas Zagłady zginęli Symcha i Fryda Klugerowie, jak również ich sześcioro dzieci. Przeżyli jedynie: Szymon, Mosze i Bronia. Szymon Kluger, jako jedyny z trójki rodzeństwa, wrócił w latach 60. XX wieku do Oświęcimia i zamieszkał w swoim rodzinnym domu. Szymon był ostatnim żydowskim mieszkańcem Oświęcimia. Obecnie w domu Klugerów mieści się muzealna kawiarnia Café Bergson oraz przestrzenie edukacyjne Centrum Żydowskiego w Oświęcimiu.   

#### Studnia
Pośrodku placu ks. Jana Skarbka znajdują się zabezpieczone relikty historycznej studni miejskiej, odsłoniętej w trakcie prac remontowych w 2009 roku.

#### Ekspozytor
Na placu znajduje się ekspozytor, nawiązujący formą bryły do wystawy stałej Muzeum Żydowskiego w Oświęcimiu. Jego trójkątny kształt nawiązuje do rozerwanych ramion gwiazdy Dawida, wskazujących kierunki emigracji żydowskich mieszkańców Oświęcimia. Wnętrze ekspozytora zawiera rysunki, fotografie i teksty związane z narracją wystawy stałej. Ekspozytor jest widoczny od strony ulicy Kościelnej i Rynku Głównego, a wierzchołkiem wskazuje wejście do Muzeum Żydowskiego.

## Patron
Obecnym patronem placu jest ksiądz Jan Skarbek – urodzony w 1885 roku duchowny rzymsko-katolicki, proboszcz, kronikarz i honorowy obywatel Oświęcimia – tytuł ten otrzymał od władz miasta w 1934 roku. Ksiądz Skarbek znany był m.in. z pielęgnowania relacji międzywyznaniowych w Oświęcimiu oraz utrzymywaniem koleżeńskich stosunków z ostatnim rabinem oświęcimskim Eliaszem Bombachem.

## Obiekty
- Centrum Żydowskie w Oświęcimiu
- Synagoga Chewra Lomdei Misznajot